# Dey Street Passage

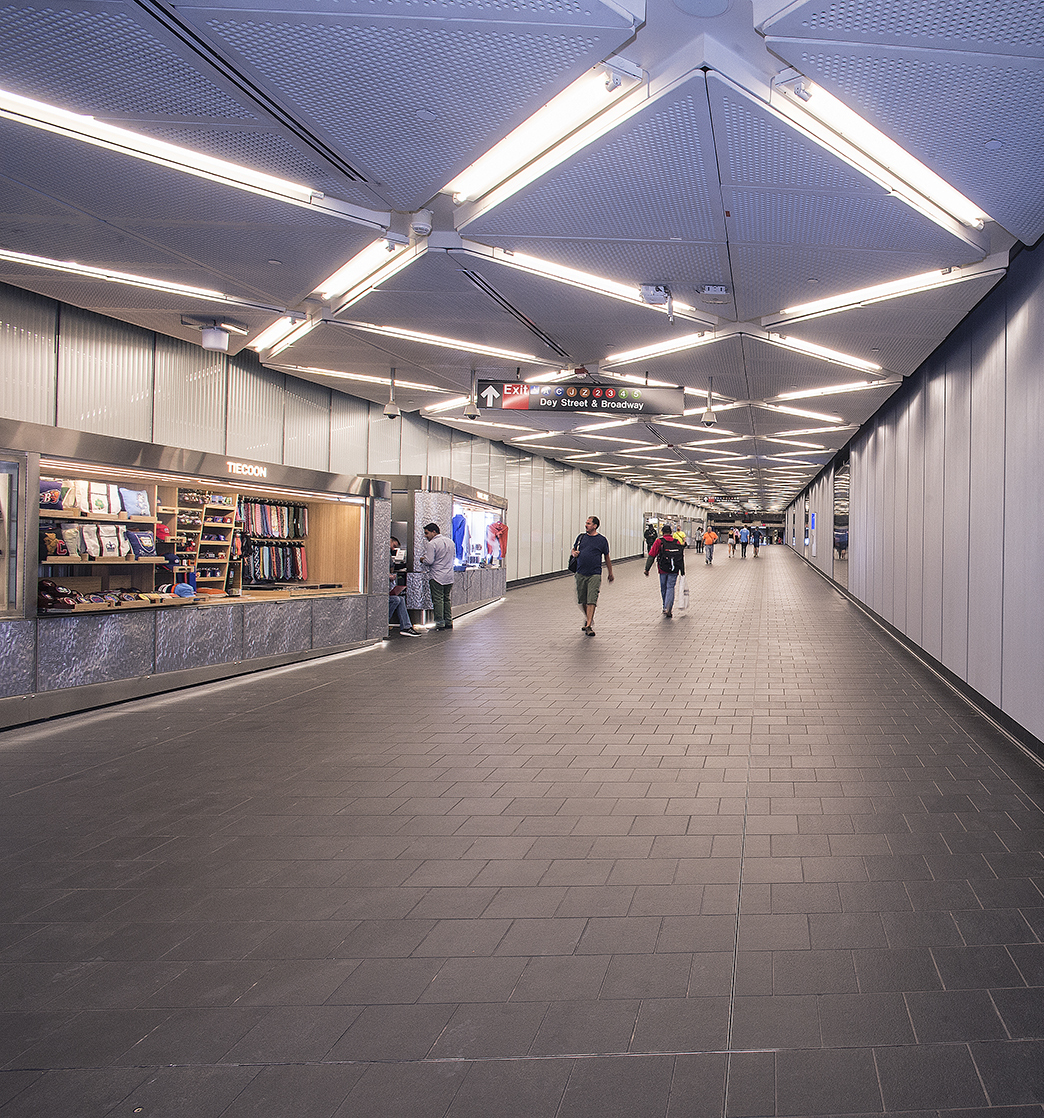
Dey Street Passage

Die Dey Street Passage ist ein knapp 107 m langer Fußgängertunnel im System der New York City Subway in Lower Manhattan, New York City. Er wurde im Rahmen des Fulton-Center-Projekts gebaut, um eine direkte unterirdische Verbindung zwischen den U-Bahn-Stationskomplexen Fulton Street Station und Chambers Street–World Trade Center/Park Place/Cortlandt Street Station herzustellen. Die Dey Street Passage liegt unter der namensgebenden Dey Street zwischen dem Broadway am östlichen Ende und der Church Street am westlichen Ende.
Die Dey Street Passage ist 106,7 m (350 Fuß) lang und 8,2 m (27 Fuß) breit. Sie bietet einen wichtigen kostenfreien Transfer zwischen der Fulton Street Station und der Cortlandt Street Station sowie PATH-Station nicht nur für U-Bahn-Fahrgäste, sondern auch für normale Fußgänger. Die Passage vermeidet des Weiteren das Überqueren der Straßen Broadway und Church Street. Erste Pläne sahen einen kostenpflichtigen Fußgängertunnel entlang der Fulton Street und andere Alternativen vor, bis man sich für die nun erbaute kostenfrei nutzbare Variante entschied. Die Passage wurde in offener Bauweise (cut-and-cover) erbaut. Am 6. September 2011 wurde ein Teil der Dey Street Passage als Unterführung im Rahmen der Wiederinbetriebnahme eines Bahnsteiges der Cortlandt Street Station eröffnet.
Nach der Eröffnung des Eingangsbauwerks (Head House) am 8. Oktober 2012 in der Dey Street, das zunächst als Zugang zur Fulton Station der IRT Lexington Avenue Line diente, wurde die Dey Street Passage am 10. November 2014 gleichzeitig mit der Eröffnung des Fulton Centers fertiggestellt und komplett freigegeben. Die Verbindung zur PATH-Station erfolgte am 26. Mai 2016. Die Wände der Passage sind mit Multimedia-Displays ausgestattet, die Reiseinformationen wie Wetter und Uhrzeit sowie Werbung zeigen. Der Tunnel beherbergt auch abwechselnd neue Medienkunstwerke, die von MTA Arts & Design in Auftrag gegeben werden.

## Galerie

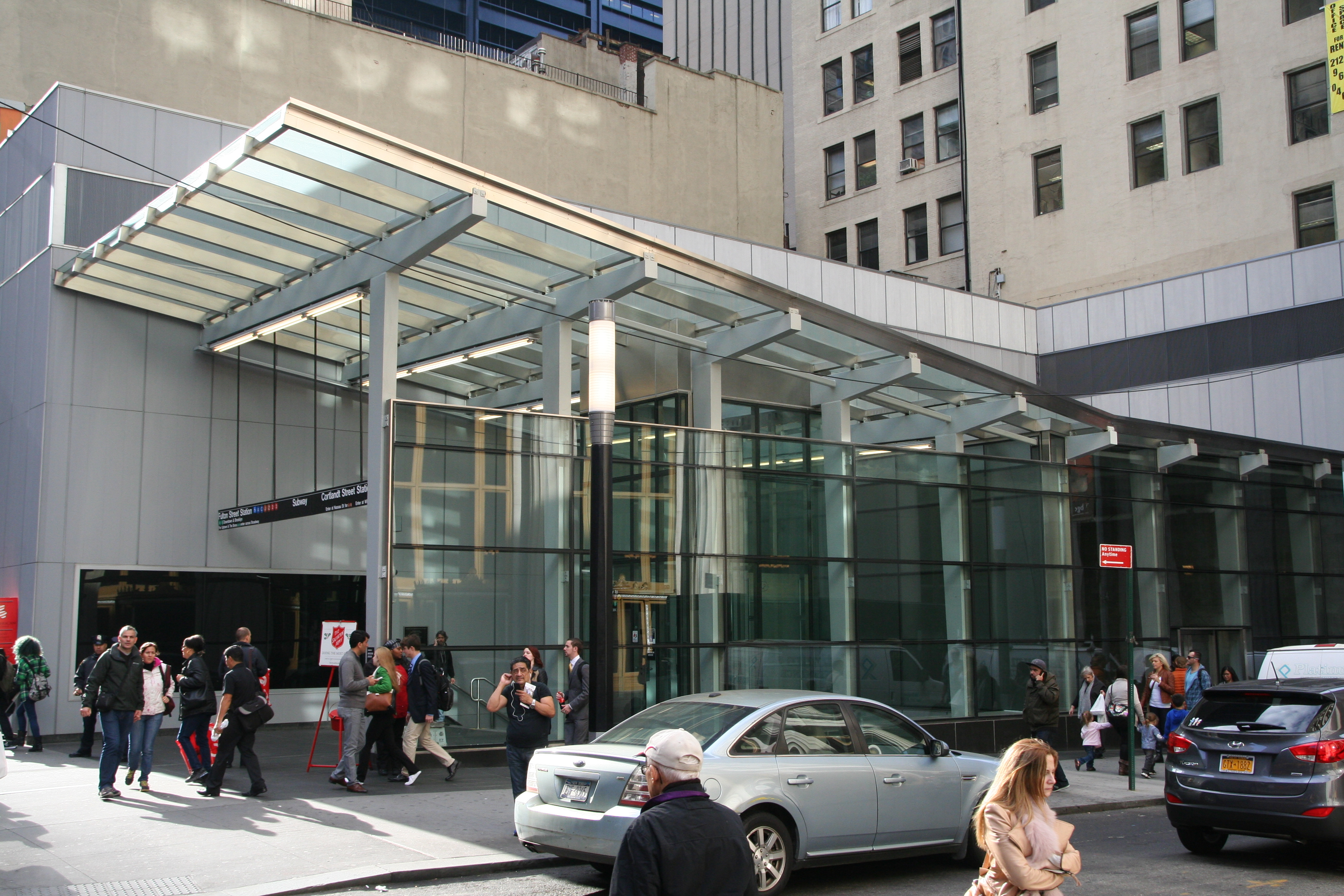
Eingang in der Dey Street Ecke Broadway (Head House)
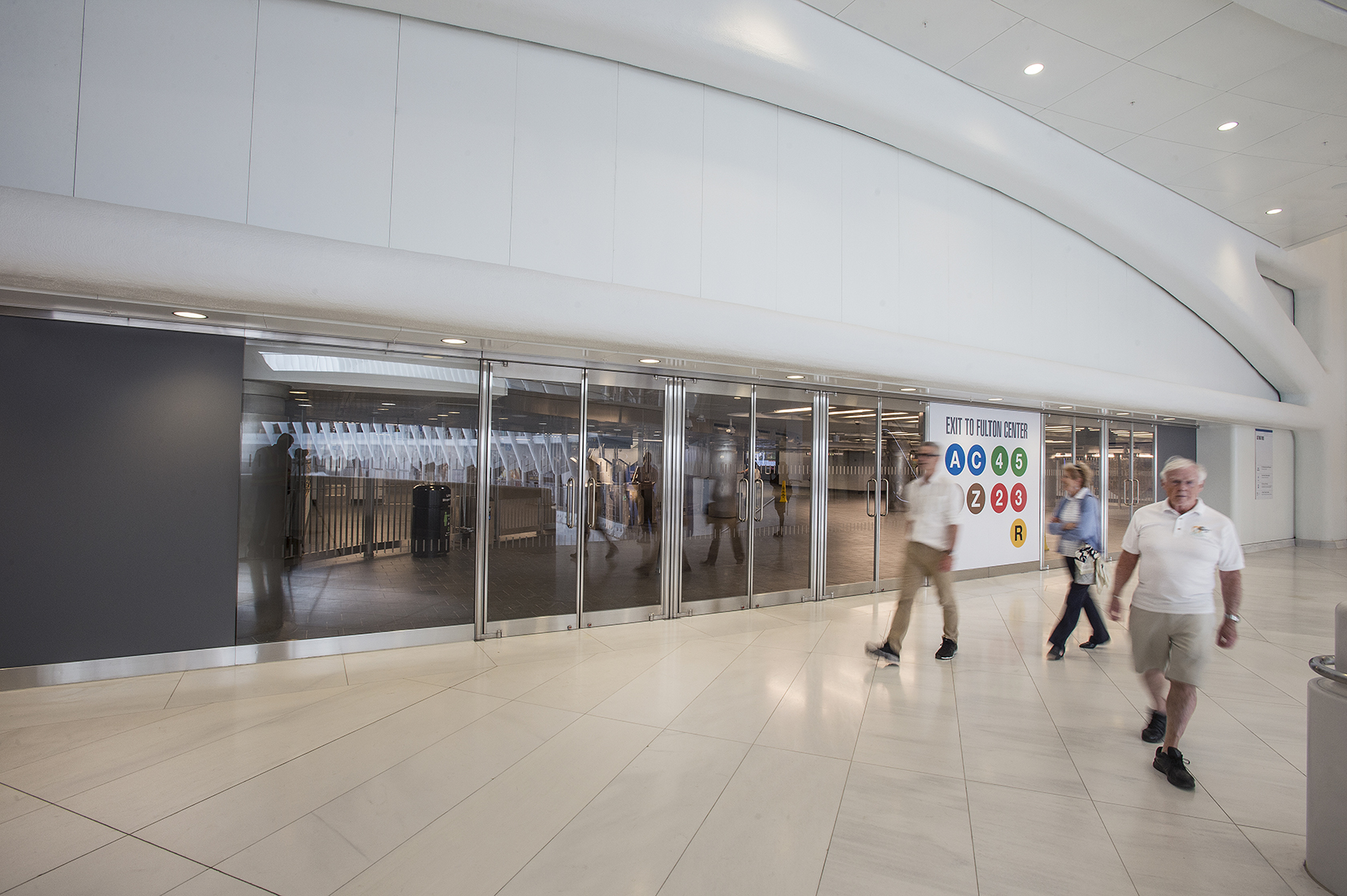
Zugang zur Passage im Oculus (Head House der PATH-Station)
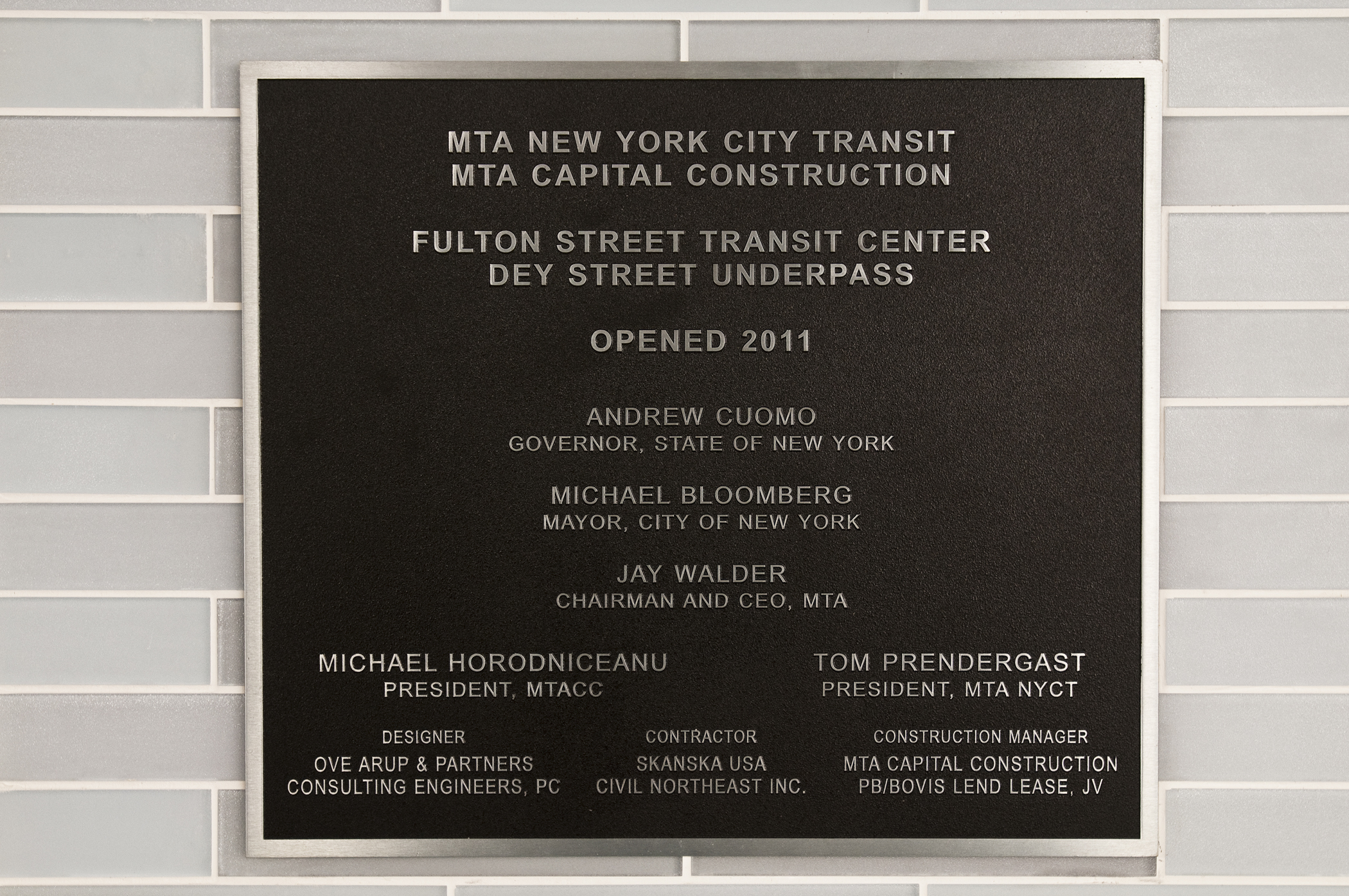
Projekt-Plakette
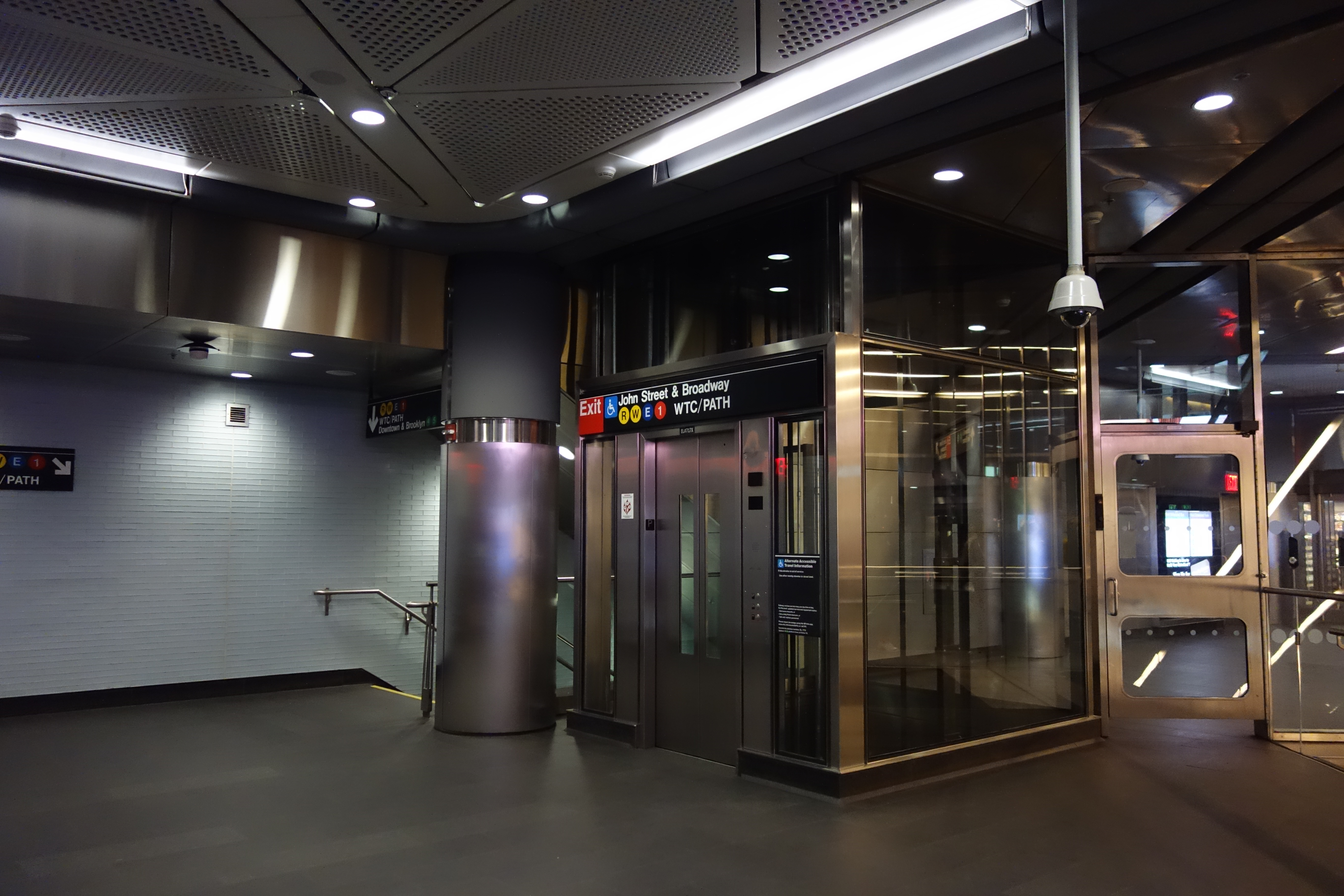
Treppe und Lift zur Passage im Fulton Center Hauptgebäude